# Боднар Флоріан Григорович
Флоріан Григорович Боднар (* 15 травня 1942, Ленківці, передмістя Чернівців, тепер мікрорайон міста) — педагог, афорист, гуморист, сатирик, краєзнавець, громадський діяч

## Біографія
В 1959 закінчив середню школу №19 м. Чернівці.
Працював токарем.
В 1961-1964 – служба в Радянській Армії.
В 1972 закінчив факультет романо-германської філології Чернівецького державного університету.
З 1972 року по сьогодні – викладач німецької мови гімназії № 1(З посиленим вивченням німецької мови.) м. Чернівці. 

## Публікації
Багаторазово друкувався в:
- центральних  газетах: «Літературна Україна», «Молодь України», «Сільські вісті», «Вісті ЦССТУ», «Здоров'я» та буковинських газетах. В газеті «Доба» має свою сторінку: «Ха-ха-Бар».

- журналах: «Перець», «Ранок», «Україна», «Старт».

Окремо його твори були надруковані в збірниках:
- Українська афористика Х-ХХ ст.(Сто майстрів української афористики за тисячу років) (в співавторстві, 2001);
- Чудасії: Гумор.- Чернівці: Бібліотека «Буковинського журналу», 1996).- 64 с. ;
- Ленківські вихи-хи-ляси.- Чернівці: «Місто», 2002.- 108 с.;
- «Обережно:Амур зі скорострілом» (2007);
- «Ленківські витрибеньки»: Гумор.- Чернівці:Букрек.- 2011.- 496 с.

Автор краєзнавчої книги:
- Свято-Михайлівський собор.- Чернівці.- 2016.- 173 с.

## Нагороди
Професійні:
- Вчитель року[3] (1997);
- Відмінник освіти України (1998)

Творчі:

Найбільш повне видання творів Флоріана Боднара

- Переможець (лауреат) конкурсів журналу «Ранок» «Гумомарафон-88» та «Гумомарафон-89» (Київ, 1988-1989);
- Переможець конкурсу на найкращий анекдот газети «Молодий буковинець» (1991);
- Лауреат творчого конкурсу «Світ уцілів, бо сміявся» (2000);
- Відзнака газети «Веселі вісті» (2001);
- Сертифікат громадського визнання «Гордість Української Держави» (Літературне об'єднання «Кобзар», 2010);
- Диплом лауреата конкурсу імені М. Лукаша «Шпигачки» (в номінації поезія, 2010);
- Диплом Всеукраїнської літературно-мистецької премії імені Степана Руданського (за книгу сатири і гумору «Ленківські витрибаньки», 2014);
- Лауреат премії імені Василя Юхимовича (2015).

## Громадська діяльність
Багатолітній організатор і учасник  спортивних занять і змагань по футболу серед молоді.

## Цитати про Флоріана Боднара[4]
- «Метр буковинської гумористики не потребує особливих представлень, його знають, його книжки зачитують до дірок…»         (газета «Чернівці»)
- «Пан Флоріан як митець жанру іронії та інвективи опублікував анатомію соціального зрізу нашої епохи в чітких і лаконічних фразеологізмах, які автор символічно називає ейфлоризмами».
- «Флоріан Боднар виступає чи у не найтяжчому жанрі гумору та сатири – мініатюри (афоризми, т.зв. «ейфлоризми», гуморески на кілька рядочків, різні там словнички-жартівнички, анек-дотики…, одне слово міні-мініатюрист. Пише хоч, коротко, але дотепно. А це, як сказав, ще Чехов – «сестра таланту»» (газета «Літературна Україна»).
- «...Єдина вада Флоріана – що він ще живий і так близько. Якби нам його привезли, наприклад, з Києва, представляли тут, – ми би схиляли перед ним голови! А він ж так близько – з Ленківців, хіба він може для нас бути великим героєм? Та нізащо – бо він наш!» (тижневик «Версії»)